# Tolhorens
Tolhorens (Calliostoma) zijn een geslacht van mollusken, dat fossiel bekend is vanaf het Vroeg-Krijt.

## Beschrijving
De tolhorens hebben een regelmatige, kegelvormige schelp met afgeplatte zijden en een licht verdiepte sutuur (afscheiding tussen twee windingen). De sculptuur is samengesteld uit een hoeveelheid fijne spiraalrichels, die dikwijls overdekt zijn met talrijke ronde knobbeltjes. De vlakke onderzijde is eveneens voorzien van doorlopende ribben. De opening wordt deels bedekt door de schuingerichte mondrand. De mannetjes hebben geen penis, dus vindt de bevruchting uitwendig plaats. De lengte van de schelp bedraagt ongeveer 3,5 cm.

## Verspreiding en leefgebied
Deze dieren komen voor in alle wereldzeeën op rotskusten en riffen.

## Soorten
- Calliostoma adelae Schwengel, 1951
- Calliostoma admirandum E. A. Smith, 1906
- Calliostoma adspersum (Philippi, 1851)
- Calliostoma aequisculptum Carpenter, 1865
- Calliostoma africanum Bartsch, 1915
- Calliostoma agalma Schwengel, 1942
- Calliostoma agrigentinum Coen, 1936
- Calliostoma aikeni Lussi, 2014
- Calliostoma alboregium Azuma, 1961
- Calliostoma alisi B. A. Marshall, 1995
- Calliostoma allporti (Tenison Woods, 1876)
- Calliostoma altena Knudsen, 1970
- Calliostoma alternatum (Millet, 1865) †
- Calliostoma alternum Quinn, 1992
- Calliostoma amamiense (Sakurai, 1994)
- Calliostoma anderssoni Strebel, 1908
- Calliostoma angolense Boyer, 2007
- Calliostoma annulatum (Lightfoot, 1786)
- Calliostoma anseeuwi Poppe, Tagaro & Dekker, 2006
- Calliostoma antonii (Koch in Philippi, 1843)
- Calliostoma apicinum Dall, 1881
- Calliostoma aporia Vilvens, 2009
- Calliostoma aprosceptum Vilvens, 2009
- Calliostoma argentum Quinn, 1992
- Calliostoma arx Vilvens, 2005
- Calliostoma aulicum Quinn, 1992
- Calliostoma aurora Dall, 1888
- Calliostoma axelolssoni Quinn, 1992
- Calliostoma babelicum (Habe, 1961)
- Calliostoma baccatum (Millet, 1865) †
- Calliostoma bairdii Verrill & S. Smith [in Verrill], 1880
- Calliostoma barbouri Clench & Aguayo, 1946
- Calliostoma basulense Poppe, Tagaro & Vilvens, 2014
- Calliostoma belauense Okutani & Kurata, 1998
- Calliostoma bellatrix Willan, 2002
- Calliostoma benedicti Dall, 1889
- Calliostoma bermudense Quinn, 1992
- Calliostoma bernardi J. H. McLean, 1984
- Calliostoma biangulatum Landau, Van Dingenen & Ceulemans, 2017 †
- Calliostoma bigelowi Clench & Aguayo, 1938
- Calliostoma bonita A. M. Strong, Hanna & Hertlein, 1933
- Calliostoma boscianum (Brongniart, 1823) †
- Calliostoma brunneopictum Quinn, 1992
- Calliostoma brunneum (Dall, 1881)
- Calliostoma bullisi Clench & R. D. Turner, 1960
- Calliostoma canaliculatum (Sasao & Habe, 1973)
- Calliostoma canaliculatum (Lightfoot, 1786)
- Calliostoma carcellesi Clench & Aguayo, 1940
- Calliostoma caribbechinatum Landau, Van Dingenen & Ceulemans, 2017
- Calliostoma caroli Dautzenberg, 1927
- Calliostoma cheni (Dong, 2002)
- Calliostoma chinoi Poppe, Tagaro & Dekker, 2006
- Calliostoma chlorum Vilvens, 2005
- Calliostoma chuni (Martens, 1903)
- Calliostoma cinctellum Dall, 1889
- Calliostoma circumcinctum Dall, 1881
- Calliostoma circus Barnard, 1969
- Calliostoma cleopatra (Locard, 1896)
- Calliostoma cnidophilum Quinn, 1992
- Calliostoma cochlias Vilvens, 2009
- Calliostoma columnarium Hedley & May, 1908
- Calliostoma connyae Poppe, Tagaro & Vilvens, 2014
- Calliostoma consimile (E. A. Smith, 1881)
- Calliostoma contractum (Millet, 1865) †
- Calliostoma conulus (Linnaeus, 1758)
- Calliostoma coppingeri (E. A. Smith, 1880)
- Calliostoma crassicostatum Schepman, 1908
- Calliostoma cubense Quinn, 1992
- Calliostoma debile Quinn, 1992
- Calliostoma decipiens (Guppy, 1867)
- Calliostoma dedonderi Vilvens, 2000
- Calliostoma delonguevilleae Vilvens & Swinnen, 2017
- Calliostoma dentatum Quinn, 1992
- Calliostoma depictum Dall, 1927
- Calliostoma diaphoros Vilvens, 2009
- Calliostoma doncorni Kay, 1979
- Calliostoma duricastellum Melvill, 1898
- Calliostoma echinatum (Millet, 1865) †
- Calliostoma elegantulum (A. Adams, 1853)
- Calliostoma emmanueli Vilvens, 2000
- Calliostoma escondidum Poppe, Tagaro & Vilvens, 2014
- Calliostoma euglyptum (A. Adams, 1855)
- Calliostoma eximium (Reeve, 1843)
- Calliostoma fascinans Schwengel & McGinty, 1942
- Calliostoma fernandesi Rolán & Monteiro, 2006
- Calliostoma fernandezi Princz, 1978
- Calliostoma filiareginae (Sakurai, 1994)
- Calliostoma fonki (Philippi, 1860)
- Calliostoma formosense E. A. Smith, 1907
- Calliostoma formosissimum (G. Seguenza, 1876) †
- Calliostoma fragum (Philippi, 1848)
- Calliostoma frumari García, 2007
- Calliostoma fucosum Quinn, 1992
- Calliostoma funiculare Melvill, 1906
- Calliostoma funiculatum Ardovini, 2011
- Calliostoma galea (Sakurai, 1994)
- Calliostoma gavaldoni Vilvens, 2009
- Calliostoma gemmosum (Reeve, 1842)
- Calliostoma gemmulatum Carpenter, 1864
- Calliostoma gibbuliforme Landau, Van Dingenen & Ceulemans, 2017 †
- Calliostoma gloriosum Dall, 1871
- Calliostoma gordanum McLean, 1970
- Calliostoma granulatum (Born, 1778)
- Calliostoma gratiosum (Millet, 1865) †
- Calliostoma grimaldii Dautzenberg & H. Fischer, 1896
- Calliostoma grohi Stratmann & Stahlschmidt, 2007
- Calliostoma gualterianum (Philippi, 1848)
- Calliostoma gubbiolii Nofroni, 1984
- Calliostoma guesti Quinn, 1992
- Calliostoma guphili Poppe, 2004
- Calliostoma haapaiense Vilvens, 2014
- Calliostoma halibrectum Dall, 1927
- Calliostoma hassler Clench & Aguayo, 1939
- Calliostoma hayamanum (Kuroda & Habe, 1971)
- Calliostoma hayashii Shikama, 1977
- Calliostoma hedleyi Pritchard & Gatliff, 1902
- Calliostoma hematomenon Vilvens, 2014
- Calliostoma hendersoni Dall, 1927
- Calliostoma herberti Vilvens, 2014
- Calliostoma hernandezi Rubio & Gubbioli, 1993
- Calliostoma heros B. A. Marshall, 1995
- Calliostoma heugteni Vilvens & Swinnen, 2003
- Calliostoma hexalyssion Vilvens, 2009
- Calliostoma hilare Quinn, 1992
- Calliostoma hirondellei Dautzenberg & H. Fischer, 1896
- Calliostoma hirtum Quinn, 1992
- Calliostoma houarti Vilvens, 2000
- Calliostoma imperiale Kosuge, 1979
- Calliostoma indiana Dall, 1889
- Calliostoma insigne Olsson, 1971
- Calliostoma iridescens G. B. Sowerby III, 1903
- Calliostoma iridium Dall, 1896
- Calliostoma iris (Kuroda & Habe, 1961)
- Calliostoma irisans Strebel, 1905
- Calliostoma iwamotoi Ikebe, 1942
- Calliostoma iwaotakii (Azuma, 1961)
- Calliostoma jackelynae Bozzetti, 1997
- Calliostoma jacquelinae McLean, 1970
- Calliostoma javanicum (Lamarck, 1822)
- Calliostoma jeanneae Clench & R. D. Turner, 1960
- Calliostoma joanneae Olsson, 1971
- Calliostoma jucundum (Gould, 1849)
- Calliostoma jujubinum (Gmelin, 1791)
- Calliostoma kampsa Dall, 1927
- Calliostoma katoi (Sakurai, 1994)
- Calliostoma katorii Poppe, Tagaro & Goto, 2018
- Calliostoma katsunakamai Kosuge, 1998
- Calliostoma keenae McLean, 1970
- Calliostoma kochi Pallary, 1902
- Calliostoma koma (Shikama & Habe, 1965)
- Calliostoma kurodai (Azuma, 1975)
- Calliostoma lamellatum Landau, Van Dingenen & Ceulemans, 2017 †
- Calliostoma laugieri (Payraudeau, 1826)
- Calliostoma layardi G. B. Sowerby III, 1897
- Calliostoma leanum (C. B. Adams, 1852)
- Calliostoma legrandi (Tenison Woods, 1876)
- Calliostoma leptophyma Dautzenberg & H. Fischer, 1896
- Calliostoma lesporti Pacaud, 2017 †
- Calliostoma levibasis (Kuroda & Habe, 1971)
- Calliostoma ligatum (Gould, 1849)
- Calliostoma lithocolletum Dautzenberg, 1925
- Calliostoma lividum Dautzenberg, 1927
- Calliostoma madagascarense Vilvens, Nolf & Verstraeten, 2004
- Calliostoma madatechnema Vilvens, 2014
- Calliostoma maekawai Poppe, Tagaro & Goto, 2018
- Calliostoma magaldii Caldini & Prado, 1998
- Calliostoma manesol Huang & Fu, 2015
- Calliostoma margaritissimum (Habe & Okutani, 1968)
- Calliostoma mariae Poppe, Tagaro & Dekker, 2006
- Calliostoma marionae Dall, 1906
- Calliostoma marisflavi Huang & Fu, 2015
- Calliostoma marshalli H. N. Lowe, 1935
- Calliostoma maurolici (G. Seguenza, 1876)
- Calliostoma mcleani Shasky & Campbell, 1964
- Calliostoma melliferum Cavallari & Simone, 2018
- Calliostoma mesemorinon Vilvens, 2014
- Calliostoma metabolicum Vilvens, 2005
- Calliostoma michaeli Landau, Van Dingenen & Ceulemans, 2017 †
- Calliostoma microgemmatum Landau, Van Dingenen & Ceulemans, 2017 †
- Calliostoma mikikoae (Kosuge & Oh-Ishi, 1970)
- Calliostoma militare Ihering, 1907
- Calliostoma milletigranum Landau, Van Dingenen & Ceulemans, 2017 †
- Calliostoma milneedwardsi (Locard, 1898)
- Calliostoma miotorulosum Landau, Van Dingenen & Ceulemans, 2017 †
- Calliostoma miotumidum Landau, Van Dingenen & Ceulemans, 2017 †
- Calliostoma modestulum Strebel, 1908
- Calliostoma moebiusi Strebel, 1905
- Calliostoma monikae Stratmann & Schwabe, 2007
- Calliostoma moscatellii Quinn, 1992
- Calliostoma nakamigawai (Sakurai, 1994)
- Calliostoma nanshaense Dong, 2002
- Calliostoma nepheloide Dall, 1913
- Calliostoma nordenskjoldi Strebel, 1908
- Calliostoma normani (Dautzenberg & H. Fischer, 1897)
- Calliostoma nudiusculum (Martens, 1881)
- Calliostoma nudum (Philippi, 1845)
- Calliostoma occidentale (Mighels & C. B. Adams, 1842)
- Calliostoma ocellatum (Reeve, 1863)
- Calliostoma opalinum (Kuroda & Habe, 1971)
- Calliostoma oregon Clench & R. D. Turner, 1960
- Calliostoma orion Dall, 1889
- Calliostoma ornatum (Lamarck, 1822)
- Calliostoma otukai Ikebe, 1942
- Calliostoma pagodulum (Millet, 1865) †
- Calliostoma palmeri Dall, 1871
- Calliostoma parvajuba Vilvens, 2014
- Calliostoma paucicostatum Kosuge, 1984
- Calliostoma peregrinum B. A. Marshall, 1995
- Calliostoma perfragile G. B. Sowerby III, 1903
- Calliostoma pertinax B. A. Marshall, 1995
- Calliostoma philippei Poppe, 2004
- Calliostoma picturatum (A. Adams, 1853)
- Calliostoma pillsburyae Olsson, 1971
- Calliostoma planospirum (Millet, 1865) †
- Calliostoma platinum Dall, 1890
- Calliostoma polysarkon Vilvens, 2014
- Calliostoma poppei Vilvens, 2000
- Calliostoma presselierense Landau, Van Dingenen & Ceulemans, 2017 †
- Calliostoma problematicum (Kuroda & Habe, 1971)
- Calliostoma psyche Dall, 1888
- Calliostoma pulchrum (C. B. Adams, 1850)
- Calliostoma purpureum Quinn, 1992
- Calliostoma pyrron Vilvens, 2014
- Calliostoma quadricolor Schepman, 1908
- Calliostoma quaggaoides Landau, Van Dingenen & Ceulemans, 2017 †
- Calliostoma rema A. M. Strong, Hanna & Hertlein, 1933
- Calliostoma roseolum Dall, 1881
- Calliostoma rosewateri Clench & R. D. Turner, 1960
- Calliostoma rota Quinn, 1992
- Calliostoma rubroscalptum Y. C. Lee & W. L. Wu, 1998
- Calliostoma rude Quinn, 1992
- Calliostoma rufomaculatum Schepman, 1908
- Calliostoma sagamiense (Ishida & Uchida, 1977)
- Calliostoma sakashitai (Sakurai, 1994)
- Calliostoma sanjaimense McLean, 1970
- Calliostoma santacruzanum McLean, 1970
- Calliostoma sapidum Dall, 1881
- Calliostoma sarcodum Dall, 1927
- Calliostoma sayanum Dall, 1889
- Calliostoma scalenum Quinn, 1992
- Calliostoma schroederi Clench & Aguayo, 1938
- Calliostoma scobinatum (A. Adams in Reeve, 1863)
- Calliostoma scotti Kilburn, 1973
- Calliostoma scurra Quinn, 1992
- Calliostoma semisuave Quinn, 1992
- Calliostoma serratulum Quinn, 1992
- Calliostoma shinagawaense (Tokunaga, 1906)
- Calliostoma simodense Ikebe, 1942
- Calliostoma simplex Schepman, 1908
- Calliostoma soyoae Ikebe, 1942
- Calliostoma spesa J.-L. Zhang, Wei & S.-P. Zhang, 2018
- Calliostoma spinosum Landau, Van Dingenen & Ceulemans, 2017 †
- Calliostoma splendens Carpenter, 1864
- Calliostoma springeri (Clench & R. D. Turner, 1960)
- Calliostoma stirophorum (R. B. Watson, 1879)
- Calliostoma strobilos Vilvens, 2005
- Calliostoma subalboroseum Vilvens, 2014
- Calliostoma sublaeve E. A. Smith, 1895
- Calliostoma suduirauti Bozzetti, 1997
- Calliostoma sugitanii (Sakurai, 1994)
- Calliostoma supragranosum Carpenter, 1864
- Calliostoma swinneni Poppe, Tagaro & Dekker, 2006
- Calliostoma syungokannoi Kosuge, 1998
- Calliostoma takaseanum (Okutani, 1972)
- Calliostoma takujii Kosuge, 1986
- Calliostoma tampaense (Conrad, 1846)
- Calliostoma tenebrosum Quinn, 1992
- Calliostoma textor Vilvens, 2014
- Calliostoma thachi Alf & Stratmann, 2007
- Calliostoma thrincoma Melvill & Standen, 1903
- Calliostoma ticaonicum (A. Adams, 1853)
- Calliostoma titanium McLean, 1984
- Calliostoma tittarium Dall, 1927
- Calliostoma tornatum (Röding, 1798)
- Calliostoma torrei Clench & Aguayo, 1940
- Calliostoma toshiharui Kosuge, 1997
- Calliostoma trachystum Dall, 1927
- Calliostoma tranquebaricum (Röding, 1798)
- Calliostoma tricolor Gabb, 1865
- Calliostoma triporcatum (Locard, 1898)
- Calliostoma tropis Vilvens, 2009
- Calliostoma trotini Poppe, Tagaro & Dekker, 2006
- Calliostoma tsuchiyai (Kuroda & Habe, 1971)
- Calliostoma tumidosolidum Vilvens, 2014
- Calliostoma tupinamba Dornellas, 2012
- Calliostoma turbinum Dall, 1896
- Calliostoma umbellum (Millet, 1865) †
- Calliostoma uranipponense (Okutani, 1969)
- Calliostoma variegatum Carpenter, 1864
- Calliostoma vaubanoides Vilvens, 2014
- Calliostoma veleroae McLean, 1970
- Calliostoma venustum (Dunker, 1871)
- Calliostoma verrucosum Landau, Van Dingenen & Ceulemans, 2017 †
- Calliostoma vibrayanum (Dollfus & Dautzenberg, 1886) †
- Calliostoma vicdani Kosuge, 1984
- Calliostoma vilvensi Poppe, 2004
- Calliostoma virescens Coen, 1933
- Calliostoma virginicum (Conrad, 1875) †
- Calliostoma virgo Schepman, 1908
- Calliostoma viscardii Quinn, 1992
- Calliostoma xanthos B. A. Marshall, 1995
- Calliostoma xylocinnamomum Vilvens, 2005
- Calliostoma yucatecanum Dall, 1881
- Calliostoma zietzi Verco, 1905
- Calliostoma zizyphinum (Linnaeus, 1758)

### Taxon inquirendum
- Calliostoma inopinatum Dautzenberg, 1911
- Calliostoma lusitanicum Nordsieck & García-Talavera, 1979
- Calliostoma pulchellum (Philippi, 1846)

### Synoniemen
- Calliostoma (Ampullotrochus) Monterosato, 1890 => Calliostoma Swainson, 1840
- Calliostoma (Ampullotrochus) alisi B. A. Marshall, 1995 => Calliostoma alisi B. A. Marshall, 1995
- Calliostoma (Ampullotrochus) granulatum (Born, 1778) => Calliostoma granulatum (Born, 1778)
- Calliostoma (Ampullotrochus) heros B. A. Marshall, 1995 => Calliostoma xanthos B. A. Marshall, 1995
- Calliostoma (Ampullotrochus) iris (Kuroda & Habe, 1961) => Calliostoma iris (Kuroda & Habe, 1961)
- Calliostoma (Ampullotrochus) peregrinum B. A. Marshall, 1995 => Calliostoma peregrinum B. A. Marshall, 1995
- Calliostoma (Ampullotrochus) suduirauti Bozzetti, 1997 => Calliostoma suduirauti Bozzetti, 1997
- Calliostoma (Ampullotrochus) xanthos B. A. Marshall, 1995 => Calliostoma xanthos B. A. Marshall, 1995
- Calliostoma (Calliostoma) Swainson, 1840 => Calliostoma Swainson, 1840
- Calliostoma (Calliostoma) africanum Bartsch, 1915 => Calliostoma africanum Bartsch, 1915
- Calliostoma (Calliostoma) alternatum (Millet, 1865) † => Calliostoma alternatum (Millet, 1865) †
- Calliostoma (Calliostoma) baccatum (Millet, 1865) † => Calliostoma baccatum (Millet, 1865) †
- Calliostoma (Calliostoma) burnupi E. A. Smith, 1899 => Dactylastele burnupi (E. A. Smith, 1899)
- Calliostoma (Calliostoma) ornatum (Lamarck, 1822) => Calliostoma ornatum (Lamarck, 1822)
- Calliostoma (Kombologion) Clench & R. D. Turner, 1960 => Kombologion Clench & R. D. Turner, 1960 => Calliostoma Swainson, 1840
- Calliostoma (Kombologion) scotti Kilburn, 1973 => Calliostoma scotti Kilburn, 1973
- Calliostoma (Akoya) Habe, 1961 => Akoya Habe, 1961
- Calliostoma (Astele) Swainson, 1855 => Astele Swainson, 1855
- Calliostoma (Astele) monodon Schepman, 1908 => Ancistrobasis monodon (Schepman, 1908)
- Calliostoma (Astele) tejedori Aguayo, 1949 => Calliostoma brunneum (Dall, 1881)
- Calliostoma (Benthastelena) Iredale, 1936 => Benthastelena Iredale, 1936
- Calliostoma (Benthastelena) coronatum B. A. Marshall, 1995 => Benthastelena kanakorum (B. A. Marshall, 2001)
- Calliostoma (Benthastelena) kanakorum B. A. Marshall, 2001 => Benthastelena kanakorum (B. A. Marshall, 2001)
- Calliostoma (Benthastelena) katherina (Iredale, 1936) => Benthastelena katherina Iredale, 1936
- Calliostoma (Benthastelena) tosaense (Kuroda & Habe, 1961) => Tristichotrochus tosaensis Kuroda & Habe, 1961
- Calliostoma (Calliotropis) Oliver, 1926 => Maurea Oliver, 1926
- Calliostoma (Calliotropis) pagoda W. R. B. Oliver, 1926 => Calliostoma (Maurea) selectum (Dillwyn, 1817) => Maurea selecta (Dillwyn, 1817)
- Calliostoma (Calliotropis) pellucidum (Valenciennes, 1846) => Calliostoma pellucidum (Valenciennes, 1846) => Maurea pellucida (Valenciennes, 1846)
- Calliostoma (Calliotropis) waikanae W. R. B. Oliver, 1926 => Calliostoma waikanae Oliver, 1926 => Maurea waikanae (Oliver, 1926)
- Calliostoma (Dentistyla) Dall, 1889 => Dentistyla Dall, 1889
- Calliostoma (Dentistyla) asperrimum (Dall, 1881) => Dentistyla asperrima (Dall, 1881)
- Calliostoma (Dentistyla) sericifilum Dall, 1889 => Dentistyla sericifilum (Dall, 1889)
- Calliostoma (Eutrochus) A. Adams, 1864 => Astele Swainson, 1855
- Calliostoma (Eutrochus) jujubinum (Gmelin, 1791) => Calliostoma jujubinum (Gmelin, 1791)
- Calliostoma (Eutrochus) septenarium Melvill & Standen, 1899 => Pulchrastele septenarium (Melvill & Standen, 1899)
- Calliostoma (Fautor) Iredale, 1924 => Fautor Iredale, 1924
- Calliostoma (Fautor) boucheti B. A. Marshall, 1995 => Fautor boucheti (B. A. Marshall, 1995)
- Calliostoma (Fautor) chesterfieldense B. A. Marshall, 1995 => Fautor chesterfieldensis (B. A. Marshall, 1995)
- Calliostoma (Fautor) comptum (A. Adams, 1855) => Fautor comptus (A. Adams, 1855)
- Calliostoma (Fautor) consobrinum (Powell, 1958) => Fautor consobrinus Powell, 1958
- Calliostoma (Fautor) fernandesi Boyer, 2006 => Calliostoma fernandesi Boyer, 2006 => Calliostoma angolense Boyer, 2007
- Calliostoma (Fautor) houbricki B. A. Marshall, 1995 => Fautor houbricki (B. A. Marshall, 1995)
- Calliostoma (Fautor) lepton Vilvens, 2012 => Fautor lepton (Vilvens, 2012)
- Calliostoma (Fautor) marwicki Finlay, 1923 † => Fautor marwicki (Finlay, 1923) †
- Calliostoma (Fautor) metivieri B. A. Marshall, 1995 => Fautor metivieri (B. A. Marshall, 1995)
- Calliostoma (Fautor) necopinatum B. A. Marshall, 1995 => Fautor necopinatus (B. A. Marshall, 1995)
- Calliostoma (Fautor) paradigmatum B. A. Marshall, 1995 =>  Fautor paradigmatus (B. A. Marshall, 1995)
- Calliostoma (Fautor) periglyptum B. A. Marshall, 1995 => Fautor periglyptus (B. A. Marshall, 1995)
- Calliostoma (Fautor) richeri B. A. Marshall, 1995 => Fautor richeri (B. A. Marshall, 1995)
- Calliostoma (Fautor) temporemutatus Finlay, 1924 † => Fautor temporemutatus (Finlay, 1924) †
- Calliostoma (Fautor) vaubani B. A. Marshall, 1995 => Fautor vaubani (B. A. Marshall, 1995)
- Calliostoma (Jujubinus) Monterosato, 1884 => Jujubinus Monterosato, 1884
- Calliostoma (Jujubinus) exasperatum (Pennant, 1777) => Jujubinus exasperatus (Pennant, 1777)
- Calliostoma (Maurea) Oliver, 1926 => Maurea Oliver, 1926
- Calliostoma (Maurea) acutangulum Suter, 1917 † => Maurea acutangula (Suter, 1917) †
- Calliostoma (Maurea) antipodense B. A. Marshall, 1995 => Maurea antipodensis (B. A. Marshall, 1995)
- Calliostoma (Maurea) aupourianum B. A. Marshall, 1995 => Maurea aupouriana (B. A. Marshall, 1995)
- Calliostoma (Maurea) barbara (Marwick, 1942) † => Maurea barbara Marwick, 1942 †
- Calliostoma (Maurea) benthicola (Dell, 1950) => Maurea benthicola (Dell, 1950)
- Calliostoma (Maurea) blacki (Powell, 1950) => Maurea blacki (Powell, 1950)
- Calliostoma (Maurea) correlatum (C. A. Fleming, 1943) † => Maurea correlata C. A. Fleming, 1943 †
- Calliostoma (Maurea) eminens B. A. Marshall, 1995 => Maurea eminens (B. A. Marshall, 1995)
- Calliostoma (Maurea) filiferum Suter, 1917 † => Maurea filifera (Suter, 1917) †
- Calliostoma (Maurea) finlayi (Marwick, 1928) † => Maurea finlayi Marwick, 1928 †
- Calliostoma (Maurea) foveauxanum (Dell, 1950) =>  Maurea foveauxana (Dell, 1950)
- Calliostoma (Maurea) fragile Finlay, 1923 † => Maurea fragilis (Finlay, 1923) †
- Calliostoma (Maurea) gibbsorum B. A. Marshall, 1995 => Maurea gibbsorum (B. A. Marshall, 1995)
- Calliostoma (Maurea) gracile P. Marshall, 1918 † => Maurea gracilis (P. Marshall, 1918) †
- Calliostoma (Maurea) granti (Powell, 1931) => Maurea granti Powell, 1931
- Calliostoma (Maurea) jamiesoni B. A. Marshall, 1995 => Maurea jamiesoni (B. A. Marshall, 1995)
- Calliostoma (Maurea) maui B. A. Marshall, 1995 => Maurea maui (B. A. Marshall, 1995)
- Calliostoma (Maurea) nukumaruense (Laws, 1930) † => Maurea nukumaruensis (Laws, 1930) †
- Calliostoma (Maurea) osbornei Powell, 1926 => Maurea osbornei (Powell, 1926)
- Calliostoma (Maurea) pellucidum (Valenciennes, 1846) => Maurea pellucida (Valenciennes, 1846)
- Calliostoma (Maurea) penniketi B. A. Marshall, 1995 => Maurea penniketi (B. A. Marshall, 1995)
- Calliostoma (Maurea) punctulatum (Martyn, 1784) => Maurea punctulata (Martyn, 1784)
- Calliostoma (Maurea) regale B. A. Marshall, 1995 => Maurea regalis (B. A. Marshall, 1995)
- Calliostoma (Maurea) selectum (Dillwyn, 1817) => Maurea selecta (Dillwyn, 1817)
- Calliostoma (Maurea) simulans B. A. Marshall, 1994 => Maurea simulans (B. A. Marshall, 1994)
- Calliostoma (Maurea) spectabile (A. Adams, 1855) => Maurea spectabilis (A. Adams, 1855)
- Calliostoma (Maurea) suteri Finlay, 1923 † => Maurea suteri (Finlay, 1923) †
- Calliostoma (Maurea) tigris (Gmelin, 1791) => Maurea tigris (Gmelin, 1791)
- Calliostoma (Maurea) turnerarum (Powell, 1964) => Maurea turnerarum Powell, 1964
- Calliostoma (Maurea) waiareka (Laws, 1935) † => Maurea waiareka Laws, 1935 †
- Calliostoma (Maurea) waikanae W. R. B. Oliver, 1926 => Maurea waikanae (Oliver, 1926)
- Calliostoma (Maurea) waiparaense Suter, 1917 † => Maurea waiparaensis (Suter, 1917) †
- Calliostoma (Mauriella) W. R. B. Oliver, 1926 => Maurea Oliver, 1926
- Calliostoma (Mauriella) punctulatum (Martyn, 1784) => Calliostoma punctulatum (Martyn, 1784) => Maurea punctulata (Martyn, 1784)
- Calliostoma (Mauriella) wanganuicum W. R. B. Oliver, 1926 => Calliostoma (Maurea) punctulatum (Martyn, 1784) => Maurea punctulata (Martyn, 1784)
- Calliostoma (Otukaia) Ikebe, 1943 => Otukaia Ikebe, 1942
- Calliostoma (Otukaia) alertae B. A. Marshall, 1995 => Otukaia blacki (Dell, 1956) => Maurea (Alertalex) alertae (B. A. Marshall, 1995) => Maurea alertae (B. A. Marshall, 1995)
- Calliostoma (Otukaia) delli McLean & Andrade, 1982 => Otukaia delli (McLean & Andrade, 1982) => Maurea delli (McLean & Andrade, 1982) (basionym)
- Calliostoma (Sinutor) Cotton & Godfrey, 1935 => Sinutor Cotton & Godfrey, 1935
- Calliostoma (Tristichotrochus) Ikebe, 1942 => Tristichotrochus Ikebe, 1942
- Calliostoma (Tristichotrochus) gendalli B. A. Marshall, 1979 => Calliostoma gendalli B. A. Marshall, 1979 => Tristichotrochus gendalli (B. A. Marshall, 1979)
- Calliostoma (Tristichotrochus) hayashii Shikama, 1977 => Calliostoma hayashii Shikama, 1977
- Calliostoma aculeatum G. B. Sowerby III, 1912 => Tristichotrochus aculeatus (G. B. Sowerby III, 1912)
- Calliostoma acutangulum Suter, 1917 † => Maurea acutangula (Suter, 1917) †
- Calliostoma adamsi Pilsbry, 1889 => Astele subcarinata Swainson, 1855
- Calliostoma adamsi Brazier, 1895 => Calliostoma comptum (A. Adams, 1855) => Fautor comptus (A. Adams, 1855)
- Calliostoma affinis Dall, 1872 => Calliostoma unicum (Dunker, 1860) => Tristichotrochus unicus (Dunker, 1860)
- Calliostoma akoya Kuroda, 1942 => Akoya akoya (Kuroda, 1942)
- Calliostoma albolineatum W. H. Turton, 1932 => Calliostoma ornatum (Lamarck, 1822)
- Calliostoma alertae B. A. Marshall, 1995 => Maurea (Alertalex) alertae (B. A. Marshall, 1995) => Maurea alertae (B. A. Marshall, 1995)
- Calliostoma alexandrinum Pallary, 1912 => Calliostoma zizyphinum (Linnaeus, 1758)
- Calliostoma amazonica => Calliostoma amazonicum Finlay, 1930 => Calliostoma militare Ihering, 1907
- Calliostoma amazonicum Finlay, 1930 => Calliostoma militare Ihering, 1907
- Calliostoma antipodense B. A. Marshall, 1995=> Maurea antipodensis (B. A. Marshall, 1995)
- Calliostoma armillata (Wood, 1828) => Astele armillata (Wood, 1828)
- Calliostoma arruense R. B. Watson, 1880 => Calthalotia arruensis (R. B. Watson, 1880)
- Calliostoma atlantis Clench & Aguayo, 1940 => Venustatrochus atlantis (Clench & Aguayo, 1940)
- Calliostoma atlantoides Quinn, 1992 => Falsimargarita atlantoides (Quinn, 1992)
- Calliostoma aucklandicum E. A. Smith, 1902 => Coelotrochus chathamensis (Hutton, 1873)
- Calliostoma aupourianum B. A. Marshall, 1995 => Maurea aupouriana (B. A. Marshall, 1995)
- Calliostoma australis Broderip, 1835 => Astele rubiginosa (Valenciennes, 1846)
- Calliostoma barbara (Marwick, 1942) † => Maurea barbara Marwick, 1942 †
- Calliostoma basulensis => Calliostoma basulense Poppe, Tagaro & Vilvens, 2014
- Calliostoma belauensis Okutani & Kurata, 1998 => Calliostoma belauense Okutani & Kurata, 1998
- Calliostoma benthicola (Dell, 1950) => Maurea benthicola (Dell, 1950)
- Calliostoma bisculptum E. A. Smith, 1906 => Jujubinus suarezensis (P. Fischer, 1878)
- Calliostoma blacki (Powell, 1950) => Maurea blacki (Powell, 1950)
- Calliostoma blakei Clench & Aguayo, 1938 => Carolesia blakei (Clench & Aguayo, 1938)
- Calliostoma bosciana (Brongniart, 1823) † => Calliostoma boscianum (Brongniart, 1823) †
- Calliostoma boucheti B. A. Marshall, 1995 => Fautor boucheti (B. A. Marshall, 1995)
- Calliostoma bularra (Garrard, 1961) => Astele bularra Garrard, 1961
- Calliostoma bullatum Coen, 1933 => Calliostoma conulum => Calliostoma conulus (Linnaeus, 1758)
- Calliostoma burnupi E. A. Smith, 1899 => Dactylastele burnupi (E. A. Smith, 1899)
- Calliostoma calliope Cotton & Godfrey, 1938 => Astele ciliaris (Menke, 1843)
- Calliostoma cancellatum Schepman, 1908 => Clypeostoma cancellatum (Schepman, 1908)
- Calliostoma cancellatum Finlay, 1923 † => Fautor temporemutatus (Finlay, 1924) †
- Calliostoma capense Thiele, 1925 => Calliostoma perfragile G. B. Sowerby III, 1903
- Calliostoma carnicolor Preston, 1907 => Calliostoma selectum (Dillwyn, 1817) => Maurea selecta (Dillwyn, 1817)
- Calliostoma cecillei Nomura & Hatai, 1935 => Calliostoma unicum (Dunker, 1860) => Tristichotrochus unicus (Dunker, 1860)
- Calliostoma chesterfieldense B. A. Marshall, 1995 => Fautor chesterfieldensis (B. A. Marshall, 1995)
- Calliostoma chilenum Rehder, 1971 => Otukaia chilena (Rehder, 1971) => Maurea chilena (Rehder, 1971)
- Calliostoma cipangoanum Yokoyama, 1920 => Calliostoma shinagawaense (Tokunaga, 1906)
- Calliostoma comptum (A. Adams, 1855) => Fautor comptus (A. Adams, 1855)
- Calliostoma consobrinum (Powell, 1958) => Fautor consobrinus Powell, 1958
- Calliostoma consors (Lischke, 1872) => Tristichotrochus consors (Lischke, 1872)
- Calliostoma conuloides (Lamarck, 1822) => Calliostoma zizyphinum (Linnaeus, 1758)
- Calliostoma conulum => Calliostoma conulus (Linnaeus, 1758)
- Calliostoma convexum W. H. Turton, 1932 => Calliostoma africanum Bartsch, 1915
- Calliostoma corbis Dall, 1889 => Mirachelus corbis (Dall, 1889) (original combination)
- Calliostoma coronatum B. A. Marshall, 1995 => Calliostoma kanakorum B. A. Marshall, 2001 => Benthastelena coronata (B. A. Marshall, 1995)=> Benthastelena kanakorum (B. A. Marshall, 2001)
- Calliostoma coronatum Quinn, 1992 => Falsimargarita coronata (Quinn, 1992)
- Calliostoma correlatum (C. A. Fleming, 1943) † => Maurea correlata C. A. Fleming, 1943 †
- Calliostoma cristatum B. A. Marshall, 1995 => Benthastelena cristata (B. A. Marshall, 1995)
- Calliostoma crossleyae E. A. Smith, 1910 => Tristichotrochus crossleyae (E. A. Smith, 1910)
- Calliostoma cunninghamii (Gray, 1833) => Calliostoma selectum (Dillwyn, 1817) => Maurea selecta (Dillwyn, 1817)
- Calliostoma dautzenbergi Finlay, 1930 => Calliostoma caroli Dautzenberg, 1927 (synonym)
- Calliostoma deceptum E. A. Smith, 1899 => Laetifautor deceptus (E. A. Smith, 1899) (basionym)
- Calliostoma decipiens Olsson, 1971 => Calliostoma veleroaeMcLean, 1970
- Calliostoma delli McLean & Andrade, 1982 => Otukaia delli (McLean & Andrade, 1982) => Maurea delli (McLean & Andrade, 1982)
- Calliostoma demissum (Monterosato, 1889) => Calliostoma zizyphinum (Linnaeus, 1758)
- Calliostoma dentiferum Dall, 1889 => Dentistyla dentifera (Dall, 1889)
- Calliostoma diadematum B. A. Marshall, 1995 => Benthastelena diademata (B. A. Marshall, 1995)
- Calliostoma dnopherum (R. B. Watson, 1879) => Margarites dnopherus (R. B. Watson, 1879)
- Calliostoma dozei Mabille & Rochebrune, 1889 => Calliostoma nudum (Philippi, 1845)
- Calliostoma dubium (Philippi, 1844) => Calliostoma conulus (Linnaeus, 1758)
- Calliostoma echinatum Dall, 1881 => Calliostoma caribbechinatum Landau, Van Dingenen & Ceulemans, 2017
- Calliostoma elegans (Habe, 1960) => Laetifautor elegans Habe, 1960
- Calliostoma eminens B. A. Marshall, 1995 => Maurea eminens (B. A. Marshall, 1995)
- Calliostoma escondida Poppe, Tagaro & Vilvens, 2014 => Calliostoma escondidum Poppe, Tagaro & Vilvens, 2014
- Calliostoma eucosmia Bartsch, 1915 => Calliostoma ornatum (Lamarck, 1822)
- Calliostoma excellens Thiele, 1930 => Astele similaris (Reeve, 1863)
- Calliostoma expansum Schepman, 1908 => Enida japonica A. Adams, 1860
- Calliostoma farquhari G. B. Sowerby III, 1892 => Jujubinus suarezensis (P. Fischer, 1878)
- Calliostoma fernandesi Boyer, 2006 => Calliostoma angolense Boyer, 2007
- Calliostoma filiferum Suter, 1917 † => Maurea filifera (Suter, 1917) †
- Calliostoma finlayi (Marwick, 1928) † => Maurea finlayi Marwick, 1928 †
- Calliostoma floreanae Parenzan, 1970 => Calliostoma laugieri (Payraudeau, 1826)
- Calliostoma fonkii (Philippi, 1860) => Calliostoma fonki (Philippi, 1860)
- Calliostoma formosensis => Calliostoma formosense E. A. Smith, 1907
- Calliostoma formosum (McAndrew & Forbes, 1847)=> Calliostoma occidentale (Mighels & C. B. Adams, 1842)
- Calliostoma formosum Carpenter, 1864 => Calliostoma gemmulatum Carpenter, 1864
- Calliostoma foveauxanum (Dell, 1950) => Maurea foveauxana (Dell, 1950)
- Calliostoma fragile Finlay, 1923 † => Venustas fragilis Finlay, 1926 †
- Calliostoma gendalli B. A. Marshall, 1979 => Tristichotrochus gendalli (B. A. Marshall, 1979)
- Calliostoma gibbsorum B. A. Marshall, 1995 => Maurea gibbsorum (B. A. Marshall, 1995)
- Calliostoma glaucophaos Barnard, 1963 => ?
- Calliostoma gracile P. Marshall, 1918 † => ?
- Calliostoma granoliratum G.B. Sowerby III, 1903 => ?
- Calliostoma granti (Powell, 1931) => ?
- Calliostoma haapaiensis => ?
- Calliostoma hajimeanum Yoshida, 1948 => ?
- Calliostoma haliarchus (Melvill, 1889) => ?
- Calliostoma hedleyi Dautzenberg, 1925 => ?
- Calliostoma houbricki B. A. Marshall, 1995 => ?
- Calliostoma hungerfordi G.B. Sowerby III, 1889 => ?
- Calliostoma iheringi Dall, 1927 => ?
- Calliostoma ikukoae (Sakurai, 1994) => ?
- Calliostoma ilhabelensis Prado, 2003 => ?
- Calliostoma imperialis Kosuge, 1979 => ?
- Calliostoma imperialis (Dall, 1881) => ?
- Calliostoma incertum (Reeve, 1863) => ?
- Calliostoma interruptus (Wood, 1828) => ?
- Calliostoma ishianum Yokoyama, 1926 => ?
- Calliostoma jamiesoni B. A. Marshall, 1995 => ?
- Calliostoma kanakorum B. A. Marshall, 2001 => ?
- Calliostoma katherina (Iredale, 1936) => ?
- Calliostoma kiheiziebisu Otuka, 1939 (=> ?
- Calliostoma kiiense Ikebe, 1942 => ?
- Calliostoma kopua B. A. Marshall, 1995 => ?
- Calliostoma lepton Vilvens, 2012 => ?
- Calliostoma limatulum B. A. Marshall, 1995 => ?
- Calliostoma madagascarensis Vilvens, Nolf & Verstraeten, 2004 => ?
- Calliostoma makiyamai Ikebe, 1942; † => ?
- Calliostoma malaita Vilvens, 2009 => ?
- Calliostoma marginata (Schepman, 1909) => ?
- Calliostoma marwicki Finlay, 1923 † => ?
- Calliostoma maui B. A. Marshall, 1995 => ?
- Calliostoma maurae Coen, 1933 => ?
- Calliostoma megaloprepes (Tomlin, 1948) => ?
- Calliostoma metivieri B. A. Marshall, 1995 => ?
- Calliostoma militaris Ihering, 1907 => ?
- Calliostoma monodon Schepman, 1908 => ?
- Calliostoma multiliratum (G. B. Sowerby III, 1875) => ?
- Calliostoma multispinosum Schepman, 1908 => ?
- Calliostoma muriellae Vilvens, 2001 => ?
- Calliostoma nanshaensis => ?
- Calliostoma necopinatum B. A. Marshall, 1995 => ?
- Calliostoma neretinum Parenzan, 1970 => ?
- Calliostoma nevilli G. B. Sowerby III, 1905 => ?
- Calliostoma nigromaculatum Schepman, 1908 => ?
- Calliostoma nobile (Hirase, 1922) => ?
- Calliostoma nukumaruense (Laws, 1930) † => ?
- Calliostoma obesulum (Locard, 1898) => ?
- Calliostoma olssoni Bayer, 1971 => ?
- Calliostoma onustum Odhner, 1924 => ?
- Calliostoma optimum Mabille & Rochebrune, 1889 => ?
- Calliostoma ornata => ?
- Calliostoma oryctum Suter, 1917 † => ?
- Calliostoma osbornei Powell, 1926 => ?
- Calliostoma pagoda W. R. B. Oliver, 1926 => ?
- Calliostoma papillosa (da Costa, 1778) => ?
- Calliostoma paradigmatum B. A. Marshall, 1995 => ?
- Calliostoma pellucidum (Valenciennes, 1846) => ?
- Calliostoma penniketi B. A. Marshall, 1995 => ?
- Calliostoma periglyptum B. A. Marshall, 1995 => ?
- Calliostoma plambralum Spry, 1961 => ?
- Calliostoma planatum Pallary, 1900 => ?
- Calliostoma polychroma (A. Adams, 1853) => ?
- Calliostoma poupineli (Montrouzier, 1875) => ?
- Calliostoma prejujubinum Olsson & Harbison, 1953 † => ?
- Calliostoma punctulatum (Martyn, 1784) => ?
- Calliostoma purpureocinctum Hedley, 1894 => ?
- Calliostoma regale B. A. Marshall, 1995 => ?
- Calliostoma regalis (Verrill & S. Smith, 1880) => ?
- Calliostoma retiarium Hedley & May, 1908 => ?
- Calliostoma richeri B. A. Marshall, 1995 => ?
- Calliostoma rossica (Dall, 1919) => ?
- Calliostoma rubropunctatum (A. Adams, 1853) => ?
- Calliostoma rubroscalpta Y. C. Lee & W. L. Wu, 1998 => ?
- Calliostoma sagamianum Yokoyama, 1920 => ?
- Calliostoma selectum (Dillwyn, 1817) => ?
- Calliostoma senius Mabille & Rochebrune, 1889 => ?
- Calliostoma septenarium Melvill & Standen, 1899 => ?
- Calliostoma sericifilum Dall, 1889 => ?
- Calliostoma similarae (Reeve, 1863) => ?
- Calliostoma simulans B. A. Marshall, 1994 => ?
- Calliostoma sowerbyi Pilsbry, 1889 => ?
- Calliostoma speciosa => ?
- Calliostoma speciosum (A. Adams, 1855) => ?
- Calliostoma spectabile (A. Adams, 1855) => ?
- Calliostoma spinulosum Tate, 1893 => ?
- Calliostoma squamocarinatum Schepman, 1908 => ?
- Calliostoma striatum (Linnaeus, 1758) => ?
- Calliostoma suteri Finlay, 1923 † => ?
- Calliostoma tejedori Aguayo, 1949 => ?
- Calliostoma temporemutatus Finlay, 1924 † => ?
- Calliostoma tiara (R. B. Watson, 1879) => ?
- Calliostoma tigris (Gmelin, 1791) => ?
- Calliostoma tornatum Coen, 1933 => ?
- Calliostoma tosaense (Kuroda & Habe, 1961) => ?
- Calliostoma trepidum Hedley, 1907 => ?
- Calliostoma tumidulum Coen, 1933 => ?
- Calliostoma turnerarum (Powell, 1964) => ?
- Calliostoma undulatum Finlay, 1923 => ?
- Calliostoma unicum (Dunker, 1860) => ?
- Calliostoma vaubani B. A. Marshall, 1995 => ?
- Calliostoma venustulum Strebel, 1908 => ?
- Calliostoma vincentae Kaicher, 1986 ex Rutlant ms. => ?
- Calliostoma vinosum Quinn, 1992 => ?
- Calliostoma waiareka (Laws, 1935) † => ?
- Calliostoma waikanae Oliver, 1926 => ?
- Calliostoma waiparaense Suter, 1917 † => ?
- Calliostoma zyziphinum => ?